# اريك هيرمان (لاعب كرة قدم أمريكية)
اريك هيرمان (بالإنجليزية: Eric Herman)‏ هو لاعب كرة قدم أمريكية أمريكي، ولد في 5 أكتوبر 1989 في أوريغون في الولايات المتحدة.

## وصلات خارجية
- أريك هيرمان على موقع مرجع كرة القدم المحترفة.كوم (الإنجليزية)
- أريك هيرمان على موقع كلية كرة القدم في سبورتس رفرنس.كوم (الإنجليزية)